# Javier Bardem
Javier Ángel Encinas Bardem (Las Palmas de Gran Canaria, 1 de março de 1969) é um ator espanhol. Em 2007, venceu o Oscar de Melhor Ator Coadjuvante por seu papel como Anton Chigurh em No Country for Old Men. Ele também recebeu elogios da crítica por seus papéis em filmes como Jamón, jamón, Carne trémula, Boca a boca, Mondays in the Sun e Mar adentro. Ele retratou o principal antagonista Raoul Silva em 2012 no filme de James Bond Skyfall.
Assim como o Oscar, Bardem foi premiado com um Globo de Ouro, um Screen Actors Guild Award, um BAFTA, cinco Premios Goya, dois Prémios do Cinema Europeu, um prêmio de Melhor Ator em Cannes e duas Coppa Volpi em Veneza por seu trabalho. Ele é o primeiro espanhol a ser indicado para um Oscar (Melhor Ator de 2000, por Before Night Falls), bem como o primeiro ator espanhol a ganhar um Oscar. Ele recebeu sua terceira nomeação para o Oscar, e a sua segunda nomeação de Melhor Ator, pelo filme Biutiful.

## Biografia
Proveniente de uma família de atores e cineastas, jogou rugby na seleção espanhola e estudou pintura, antes de se decidir pela carreira cinematográfica. Até então, contava apenas com uma pequena participação no cinema: com onze anos, atuou ao lado da mãe, Pilar Bardem.
Estudou na conceituada escola de interpretação Estudio Juan Carlos Corazza para el actor.
Em 1994 ganhou os prémios Fotograma de Prata, de melhor actor no Festival de San Sebastián e o Prémio Fernando Rey de melhor interpretação, por Días contados. Em 1995 e 1996, ganha o Prémio Goya. Em 1997, é escolhido o melhor actor  do cinema europeu, por sua atuação em Carne trémula, de Pedro Almodóvar.
Por sua atuação em Before Night Falls, em que vive o papel do poeta cubano Reynaldo Arenas, discriminado e perseguido por ser homossexual, recebe o prémio de melhor ator no Festival de Veneza. Com este filme ganha projeção internacional e se torna o primeiro espanhol indicado ao Oscar de melhor ator.
Protagonizou o filme de estreia de John Malkovich como diretor, The Dancer Upstairs (2002), que narra a história da captura de Abimael Guzmán, líder do grupo guerrilheiro Sendero Luminoso, do Peru.
Em 2003 voltou a ganhar o Prémio Goya por seu papel em Los lunes al sol. Na cerimônia de entrega do prémio, faz um protesto contra a invasão do Iraque pelos Estados Unidos. No ano seguinte, venceu novamente no Festival de Veneza por seu  complexo papel em Mar adentro. Neste filme, Bardem interpreta um personagem real, o tetraplégico Ramón Sampedro que empreendeu nos tribunais espanhóis uma batalha judicial pelo direito a se suicidar. Em 2005 foi membro do júri no Festival de Cannes.
No ano de lançamento de Goya's Ghosts, de 2006, ao lado de Natalie Portman, Bardem esteve  envolvido em vários projetos. No ano de 2007 apareceu em O Amor nos Tempos do Cólera, baseado no romance de Gabriel García Márquez, interpretando Florentino Ariza, filho de Tránsito Ariza, vivida pela brasileira Fernanda Montenegro.
Em 2008, recebeu o Óscar na categoria de melhor actor secundário, pelo seu papel no filme No Country for Old Men, tornando-se no primeiro actor espanhol a receber este galardão. Em 2010, venceu o prémio de melhor actor no Festival de Cannes por sua atuação no filme mexicano Biutiful. O prémio foi dividido com o actor italiano Elio Germano, que atuou em La Nuostra Vita.
Em julho de 2010, Bardem casou-se com a atriz Penélope Cruz, com quem namorava havia três anos, nas Bahamas.
Em 25 de janeiro de 2011, Javier Bardem recebeu sua segunda nomeação ao Oscar de melhor actor, desta vez por Biutiful, atuando em espanhol, sua língua materna.
Em outubro de 2011, anunciou na rede de televisão ABC que atuaria no próximo filme de James Bond, Skyfall.
Em 9 de novembro de 2012, o ator ganhou uma estrela na Calçada da Fama de Hollywood, colocada bem ao lado de sua esposa, a também atriz Penélope Cruz.

## Carreira

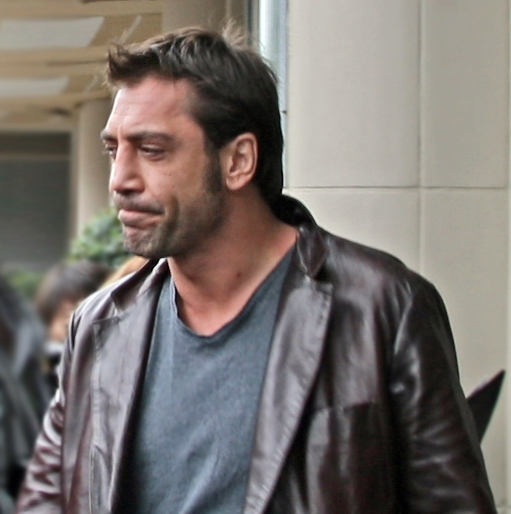
Javier Bardem em 2007.

| Ano  | Filme                                            | Papel                     |
| ---- | ------------------------------------------------ | ------------------------- |
| 1990 | Las edades de Lulú                               | Jimmy                     |
| 1991 | Tacones Lejanos                                  | Regidor T.V.              |
| 1992 | Jamón, jamón                                     | El chorizo                |
| 1993 | Huevos de oro                                    | Benito González           |
| 1993 | El Amante Bilingue                               | El limpiabotas            |
| 1994 | Días contados                                    | Lisardo                   |
| 1994 | El detective y la muerte                         | Detetive Cornelio         |
| 1995 | Boca a boca                                      | Victor Ventura            |
| 1996 | Éxtasis                                          | Rober                     |
| 1997 | Carne trémula                                    | David                     |
| 1997 | Perdita Durango                                  | Romeo Dolorosa            |
| 1999 | Segunda piel                                     | Diego                     |
| 1999 | Los Lobos de Washington                          | Alberto                   |
| 1999 | Entre las piernas                                | Javier                    |
| 2000 | Before Night Falls                               | Reinaldo Arenas           |
| 2002 | The Dancer Upstairs                              | Agustín Rejas             |
| 2002 | Los lunes al sol                                 | Santa                     |
| 2004 | Collateral                                       | Felix                     |
| 2004 | Mar adentro                                      | Ramón Sampedro            |
| 2006 | Goya's Ghosts                                    | Irmão Lorenzo             |
| 2007 | O Amor nos Tempos do Cólera                      | Florentino Ariza          |
| 2007 | No Country for Old Men                           | Anton Chigurh             |
| 2008 | Vicky Cristina Barcelona                         | Juan Antonio              |
| 2010 | Biutiful                                         | Uxbal                     |
| 2010 | Comer, rezar, amar                               | Felipe                    |
| 2012 | Skyfall                                          | Raoul Silva               |
| 2012 | To the Wonder                                    | Padre Quintana            |
| 2012 | Sherman And Pacifico (Curta-metragem)            | Pacifico                  |
| 2013 | Alacrán Enamorado                                | Solís                     |
| 2013 | The Counselor                                    | Reiner                    |
| 2013 | L'Agent (Curta-metragem)                         | Trabalhador na construção |
| 2014 | Automata                                         | Blue Robot (Voz)          |
| 2015 | The Gunman                                       | Felix                     |
| 2016 | The Last Face                                    | Miguel Leon               |
| 2017 | Pirates of the Caribbean: Dead Men Tell No Tales | Captain Salazar           |
| 2017 | Mother!                                          | Deus                      |
| 2017 | Loving Pablo                                     | Pablo Escobar             |
| 2023 | A Pequena Sereia                                 | Rei Tritão                |
| 2024 | Duna: Parte Dois                                 | Stilgar                   |
| 2025 | F1 - O Filme                                     | Ruben Cervantes           |

## Prêmios e Indicações

#### Oscar
| Ano  | Categoria               | Trabalho               | Resultado |
| ---- | ----------------------- | ---------------------- | --------- |
| 2001 | Melhor Ator             | Before Night Falls     | Indicado  |
| 2008 | Melhor Ator Coadjuvante | No Country for Old Men | Venceu    |
| 2011 | Melhor Ator             | Biutiful               | Indicado  |
| 2022 | Melhor Ator             | Being the Ricardos     | Indicado  |

#### Globo de Ouro
| Ano  | Categoria                                  | Trabalho                                   | Resultado |
| ---- | ------------------------------------------ | ------------------------------------------ | --------- |
| 2001 | Melhor Ator em Cinema - Drama              | Before Night Falls                         | Indicado  |
| 2005 | Melhor Ator em Cinema - Drama              | Mar adentro                                | Indicado  |
| 2008 | Melhor Ator Coadjuvante em Cinema          | No Country for Old Men                     | Venceu    |
| 2009 | Melhor Ator em Cinema - Comédia ou Musical | Vicky Cristina Barcelona                   | Indicado  |
| 2022 | Melhor Ator em Cinema - Drama              | Being the Ricardos                         | Indicado  |
| 2025 | Melhor Ator Coadjuvante em Televisão       | Monsters: The Lyle and Erik Menendez Story | Indicado  |

#### BAFTA
| Ano  | Categoria               | Trabalho               | Resultado |
| ---- | ----------------------- | ---------------------- | --------- |
| 2008 | Melhor Ator Coadjuvante | No Country for Old Men | Venceu    |
| 2011 | Melhor Ator             | Biutiful               | Indicado  |
| 2013 | Melhor Ator Coadjuvante | Skyfall                | Indicado  |

#### SAG Awards
| Ano  | Categoria                              | Trabalho                                   | Resultado |
| ---- | -------------------------------------- | ------------------------------------------ | --------- |
| 2008 | Melhor Elenco em Cinema                | No Country for Old Men                     | Venceu    |
| 2008 | Melhor Ator Coadjuvante                | No Country for Old Men                     | Venceu    |
| 2013 | Melhor Ator Coadjuvante                | Skyfall                                    | Indicado  |
| 2022 | Melhor Ator Principal                  | Being the Ricardos                         | Indicado  |
| 2025 | Melhor Ator em Minissérie ou Telefilme | Monsters: The Lyle and Erik Menendez Story | Pendente  |

#### Critics' Choice Movie Awards
| Ano  | Categoria               | Trabalho               | Resultado |
| ---- | ----------------------- | ---------------------- | --------- |
| 2005 | Melhor Ator             | Mar adentro            | Indicado  |
| 2008 | Melhor Elenco           | No Country for Old Men | Indicado  |
| 2008 | Melhor Ator Coadjuvante | No Country for Old Men | Venceu    |
| 2013 | Melhor Ator Coadjuvante | Skyfall                | Indicado  |